# Premis Oscar de 1930
Els Premis Oscar de 1930 foren presentats el 5 de novembre de 1930 en un sopar a l'Hotel Ambassador de Los Angeles. Les pel·lícules que competien havien d'haver-se estrenat entre l'1 d'agost de 1929 i el 31 de juliol de 1930. Tant aquesta com l'anterior cerimònia es realitzaren l'any 1930. A partir d'aquest moment, les futures cerimònies sempre serien una a l'any i es premiarien les pel·lícules de l'any natural anterior.
Aquest any es va introduir l'Oscar al millor so, la primera nova categoria de premi des de la creació dels Oscar.

## Premis
| Millor pel·lícula | Millor direcció |
| --- | --- |
| - All Quiet on the Western Front (Carl Laemmle, Jr. per Universal Studios) - The Big House (Irving Thalberg per Metro-Goldwyn-Mayer) - Disraeli (Jack Warner i Darryl F. Zanuck per Warner Bros.) - The Divorcee (Robert Z. Leonard per Metro-Goldwyn-Mayer) - The Love Parade (Ernst Lubitsch per Paramount Pictures) | - Lewis Milestone per All Quiet on the Western Front - Clarence Brown per Anna Christie - Clarence Brown per Romance - Robert Z. Leonard per The Divorcee - Ernst Lubitsch per The Love Parade - King Vidor per Hallelujah! |
| Millor actor | Millor actriu |
| - George Arliss per Disraeli com a Benjamin Disraeli - George Arliss per The Green Goddess com El rajà - Wallace Beery per The Big House com a Butch - Maurice Chevalier per The Big Pond com a Pierre Mirande - Maurice Chevalier per The Love Parade com a comte Alfred Renard - Ronald Colman per Bulldog Drummond com a Hugh Drummond - Ronald Colman per Condemned com a Michel - Lawrence Tibbett per The Rogue Song com a Yegor | - Norma Shearer per The Divorcee com a Jerry Martin - Nancy Carroll per The Devil's Holiday com a Hallie Hobart - Ruth Chatterton per Sarah and Son com a Sarah Storm - Greta Garbo per Anna Christie com a Anna Christie - Greta Garbo per Romance com a Rita Cavallini - Norma Shearer per Their Own Desire com a Lucia 'Lally' Marlett - Gloria Swanson per The Trespasser com a Marion Donnell |
| Millor guió | Millor so |
| - Frances Marion per The Big House (sobre hist. Lennox Robinson) - George Abbott, Maxwell Anderson i Del Andrews per All Quiet on the Western Front (sobre hist. d'Erich Maria Remarque) - Julien Josephson per Disraeli (sobre obra teatre de Louis N. Parker) - John Meehan per The Divorcee (sobre hist. d'Ursula Parrott) - Howard Estabrook per Street of Chance (sobre hist. d'Oliver H.P. Garrett)                              | - Douglas Shearer per The Big House - John E. Tribby per The Case of Sergeant Grischa - Franklin Hansen perThe Love Parade - Oscar Lagerstrom per Raffles - George Groves per Song of the Flame |
| Millor fotografia | Millor direcció artística |
| - Joseph T. Rucker i Willard Van der Veer per With Byrd at the South Pole - 'Arthur Edeson per All Quiet on the Western Front - William H. Daniels per Anna Christie - Tony Gaudio i Harry Perry per Hell's Angels - Victor Milner per The Love Parade | - Herman Rosse per The King of Jazz - William Cameron Menzies per Bulldog Drummond - Hans Dreier per The Love Parade - Jack Okey per Sally - Hans Dreier per The Vagabond King |

## Múltiples nominacions i premis
| Les següents vuit pel·lícules van rebre diverses nominacions: - 6 nominacions: The Love Parade - 4 nominacions: All Quiet on the Western Front, The Big House i The Divorcee - 3 nominacions: Disraeli i Anna Christie - 2 nominacions: Bulldog Drummond i Romance | Aquestes dues pel·lícules van rebre dos premis: - 2 premis: All Quiet on the Western Front i The Big House |